# Thomas M. Disch
Thomas Michael Disch (ur. 2 lutego 1940 w Des Moines, zm. 4 lipca 2008 w Nowym Jorku) – amerykański pisarz science fiction, fantasy, horrorów i poeta oraz krytyk fantastyki. Zdobywca Nagrody im. J. Campbella za powieść Na skrzydłach pieśni (1980). Kilkakrotnie nominowany w różnych kategoriach do nagród Hugo i Nebula.

## Zarys biografii
Debiutował krótkimi formami w czasopismach w latach 60., debiut powieściowy to The Genocides w 1965. Wkrótce, obok Ursuli Le Guin czy Briana Aldissa, stał się czołowym twórcą „nowej fali” w SF. Od lat 80. pisywał horrory. W 1999 zdobył nagrodę Hugo w kategorii „Książka niebeletrystyczna” (Related Book) za tom The Dreams Our Stuff Is Made Of: How Science Fiction Conquered the World.
Był homoseksualistą. Jego partnerem był Charles Naynor.
Zmarł śmiercią samobójczą.

## Wybrana twórczość

### Powieści
- The Genocides (1965) – nominacja do Nebuli
- Mankind under the Leash (1966)
- Echo Round His Bones (1967)
- Camp Concentration (1968) – wyd. pol. Obóz koncentracji(inne języki), Solaris 2008, tłum. Dariusz Kopociński
- Black Alice (1968) – współaut. John Sladek(inne języki)
- The Prisoner (1969)
- 334 (1972) – nominacja do Nebuli
- Clara Reeve (1975)
- On Wings of Song (1979) – nagroda J. Campbella, nominacja do Hugo i Nebuli, wyd. pol. Na skrzydłach pieśni(inne języki), Solaris 2007, tłum. Maciej Raginiak
- Neighboring Lives (1981) – współaut. Charles Naylor
- The Businessman: A Tale of Terror (1984)
- The M.D.: A Horror Story (1991) – wyd. pol. Lekarz, Amber 1993, tłum. Wojciech Soporek
- The Priest: A Gothic Romance (1994)
- The Sub: A Study in Witchcraft (1999)

### Opowiadania
- 102 H-Bombs (1965) – nominacja do Nebuli
- Come to Venus Melancholy (1965) – nominacja do Nebuli
- The Asian Shore (1970) – nominacja do Nebuli
- The Man Who Had No Idea (1979) – nominacja do Hugo
- The Brave Little Toaster (1980) – nominacja do Hugo i Nebuli
- Understanding Human Behaviour (1982) – nominacja do Nebuli
- Voices of the Kill (1988) – nominacja do Nebuli